# Championnat du monde de blitz
Pour les articles homonymes, voir Championnat du monde d'échecs (homonymie).

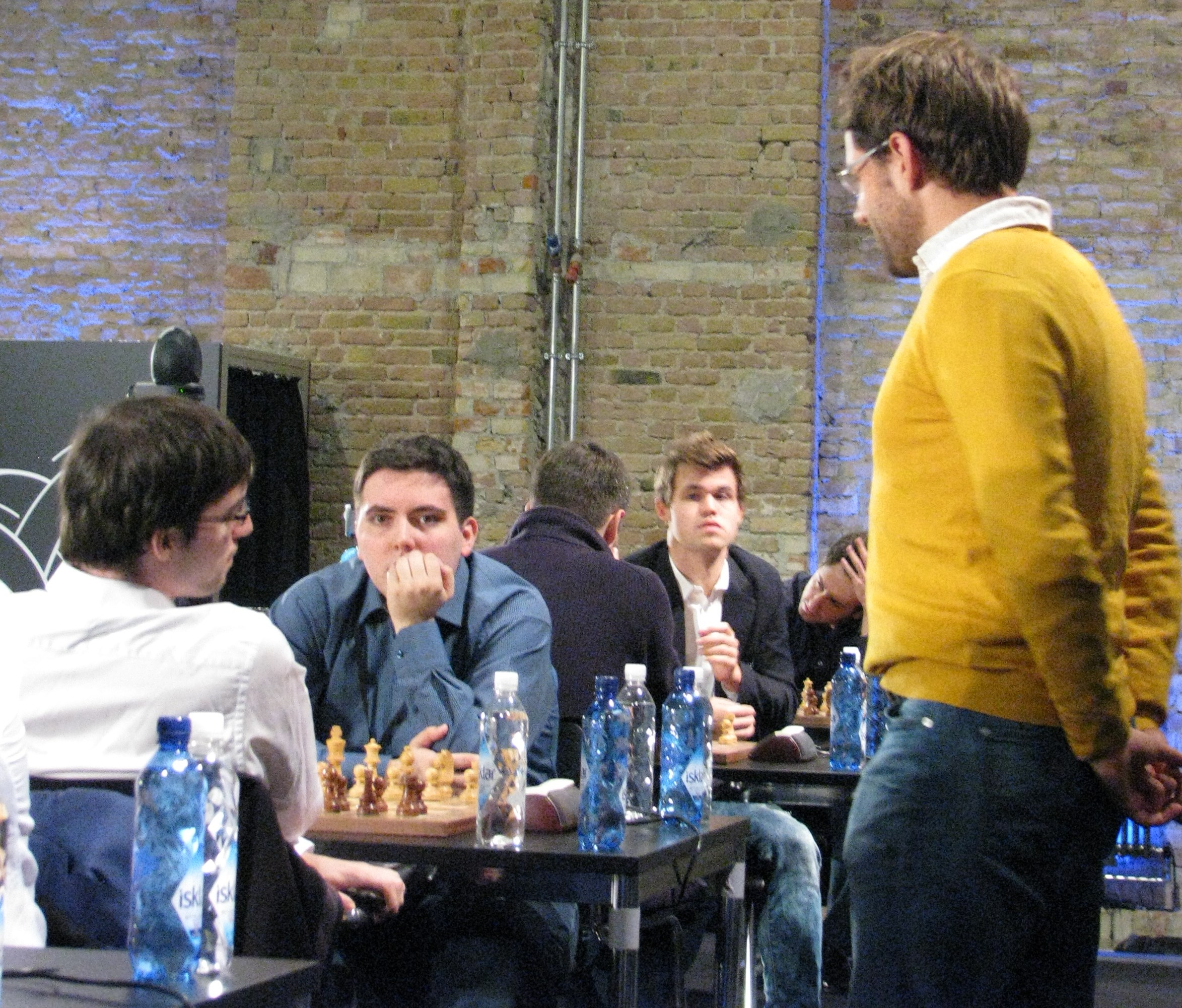
Championnat du monde de blitz 2015 avec Carlsen (au fond), Aronian (à droite) et Vachier-Lagrave (à gauche, de dos).

Le Championnat du monde d'échecs de blitz est une compétition du jeu d'échecs qui désigne le champion du monde de blitz, c'est-à-dire un format de compétition où les joueurs ne disposent que de quelques minutes pour disputer leur partie. Suivant les années, les parties sont jouées dans une cadence où chaque joueur dispose de 3 ou 4 minutes plus 2 secondes supplémentaires à chaque coup joué (cadence Fischer) ou de cinq minutes pour toute la partie. Il existe aussi une version du championnat du monde de blitz exclusivement féminine.
Il ne faut pas confondre avec le  championnat du monde dit « de parties rapides », souvent organisé sur le même lieu quelques jours avant le championnat de blitz. Dans ce format les joueurs disposent de 15 minutes plus 10 secondes supplémentaires par coup joué.

## Championnats du monde non officiels

### Match entre Capablanca et Lasker
En 1914, Capablanca battit le champion du monde en titre Emanuel Lasker lors d'un match en blitz disputé au café Kerkau à Berlin : 6,5 à 3,5. Chaque joueur disposait de cinq secondes par coup.

### Tournoi de Herceg Novi (1970)
Le premier championnat du monde non officiel eut lieu en 1970 à Herceg Novi en Yougoslavie à l'issue du match du siècle URSS – Reste du monde disputé à Belgrade. Le tournoi de blitz fut remporté par l'Américain Bobby Fischer devant les Soviétiques Mikhaïl Tal, Viktor Kortchnoï, Tigran Petrossian, David Bronstein et le Tchèque Vlastimil Hort, avec un pointage final de 19/22 et 4,5 points d'avance, ne concédant qu'une défaite face à Kortchnoï. Cependant le champion du monde en titre, Boris Spassky, ne disputa pas le tournoi,.

### Tournois de blitz importants (1959 à 1999)
Les tournois de haut niveau étaient fréquemment ponctués par un tournoi de blitz, les plus remarquables étant ceux de :
- Belgrade en 1959, disputé à l'issue du tournoi des candidats et remporté par Mikhaïl Tal devant Tigran Petrossian, Milan Matulović, Keres, Youri Averbakh, Issaak Boleslavski, Aleksandar Matanović, Vassily Smyslov, Friðrik Ólafsson, Svetozar Gligorić et Bent Larsen (Fischer ne participait pas au tournoi de blitz) ;
- Bugojno en 1978, remporté par Anatoli Karpov ;
- Herceg Novi en 1983, en marge du tournoi de Nikšić, tournoi remporté par Garry Kasparov (13,5) devant Viktor Kortchnoï (10,5) suivi de Mikhaïl Tal (9,5), Spassky, Ljubojević, Larsen et Timman ;
- Bruxelles en 1987, remporté par Kasparov devant Timman, Karpov, Ljubojević et Hübner ;
- Munich en 1994, remporté par Kasparov ;
- Wijk aan Zee en 1999, le tournoi de blitz ayant été remporté par Garry Kasparov devant Viswanathan Anand et Vassili Ivantchouk.

### Coupe du monde GSM plus (2000)
En janvier 2000, la Coupe du monde de blitz GSM plus à Varsovie fut remportée par Viswanathan Anand avec 17,5 points sur 22. Il y  avait 367 joueurs et six joueurs partagèrent la deuxième place avec 17 points : Guelfand, Karpov, Akopian, Ivantchouk, Adams et Epichine.

## Championnats du monde officiels (depuis 1988)

### Le premier championnat du monde en 1988
Le 12 février 1988, la Fédération internationale des échecs (FIDE) organisa le premier championnat officiel à Saint-Jean au Canada à l'occasion des matchs des candidats pour le Championnat du monde d'échecs 1990. Karpov et Kasparov y participèrent et, en finale, Mikhaïl Tal s'imposa devant Rafael Vaganian 3,5-1,5,,.

### Depuis 2006
Le championnat suivant ne se déroula qu'en 2006, sous le nom officiel de « Championnat du monde de Blitz FIDE ». Il se déroule depuis tous les ans ou tous les deux ans, quelquefois après une autre compétition. Ainsi en 2007, 2009 et 2010, le championnat du monde fut organisé à Moscou par la FIDE après le Mémorial Tal. Depuis 2009, il se déroule à la cadence de 3 minutes plus 2 secondes par coup joué. Les dernières éditions ont opposé plus d'une centaine de joueurs. Depuis 2012, le championnat du monde de blitz a lieu juste après et dans le même lieu que le championnat du monde de parties rapides.

### Multiples vainqueurs
8 titres
- Le Norvégien Magnus Carlsen (en 2009, 2014, 2017, 2018, 2019, 2022, 2023 et titre partagé en 2024). Il finit également premier ex æquo avec le Russe Sergueï Kariakine en 2016 mais ce dernier fut déclaré vainqueur au départage.

3 titres
- Aleksandr Grichtchouk (en 2006, 2012 et 2015)

3 victoires chez les femmes
- Kateryna Lagno (en 2010, 2018 et 2019)

2 victoires chez les femmes
- Anna Mouzytchouk (en 2014 et 2016)

## Palmarès

### Tournois organisés avant 2012
| Édition Année | Édition Année | Lieu Dates                             | Cadence              | Champion                                | Fédération | Marque    | Deuxième                    | Troisième(s)                                          | Jou- eurs |
| ------------- | ------------- | -------------------------------------- | -------------------- | --------------------------------------- | ---------- | --------- | --------------------------- | ----------------------------------------------------- | --------- |
|               | 1970          | Herceg Novi, Yougoslavie               | 5 min                | Bobby Fischer                           | États-Unis | 19 / 22   | Mikhaïl Tal                 | Viktor Kortchnoï                                      | 12        |
| 1             | 1988          | Saint-Jean, Canada                     | 5 min                | Mikhaïl Tal                             | URSS       |           | Rafael Vaganian (finaliste) | Aleksandr Tchernine Kiril Georgiev (demi-finalistes)  | 32        |
| 2             | 2006          | Rishon LeZion, Israël (5-7 septembre)  | ≈ 6 min (4 min + 2s) | Aleksandr Grichtchouk (après départage) | Russie     | 10,5 / 15 | Peter Svidler (ex æquo)     | Teimour Radjabov                                      | 16        |
| 3             | 2007,         | Moscou (mémorial Tal) (21-22 novembre) | ≈ 6 min (4 min + 2s) | Vassili Ivantchouk                      | Ukraine    | 25,5 / 38 | Viswanathan Anand (24,5/38) | Aleksandr Grichtchouk (3e) Gata Kamsky (4e) (23,5/38) | 20        |
| 4             | 2008,         | Almaty, Kazakhstan (8 novembre)        | 5 min                | Leinier Domínguez                       | Cuba       | 11,5 / 15 | Vassil Ivantchouk           | Peter Svidler                                         | 16        |
| 5             | 2009          | Moscou (mémorial Tal) (16-18 novembre) | ≈ 5 min (3 min + 2s) | Magnus Carlsen                          | Norvège    | 31 / 42   | Viswanathan Anand           | Sergueï Kariakine                                     | 22        |
| 6             | 2010          | Moscou (mémorial Tal) (16-18 novembre) | ≈ 5 min (3 min + 2s) | Levon Aronian                           | Arménie    | 24,5 / 38 | Teimour Radjabov            | Magnus Carlsen                                        | 20        |

### Championnats du monde depuis 2012
Depuis 2012, la cadence de jeu est de 3 min + 2 s d'incrément par coup soit environ 5 minutes pour toute la partie.
| Édition Année                                             | Édition Année | Lieu Dates                          | Champion(s)                                                    | Fédération                                             | Marque                            | Deuxième                          | Troisième(s)                                                       | Jou- eurs |
| --------------------------------------------------------- | ------------- | ----------------------------------- | -------------------------------------------------------------- | ------------------------------------------------------ | --------------------------------- | --------------------------------- | ------------------------------------------------------------------ | --------- |
| 1                                                         | 2012          | Astana, Kazakhstan (9-10 juillet)   | Aleksandr Grichtchouk                                          | Russie                                                 | 20 / 30                           | Magnus Carlsen                    | Sergueï Kariakine                                                  | 16        |
| 2                                                         | 2013          | Khanty-Mansiïsk, Russie (9-10 juin) | Lê Quang Liêm                                                  | Viêt Nam                                               | 20,5 / 30                         | Aleksandr Grichtchouk (2e-4e)     | Ruslan Ponomariov (3e) Ian Nepomniachtchi (4e)                     | 60        |
| 3                                                         | 2014          | Dubai, Qatar (19-20 juin)           | Magnus Carlsen                                                 | Norvège                                                | 17 / 21                           | Ian Nepomniachtchi (2e-3e)        | Hikaru Nakamura (2e-3e)                                            | 116       |
| 4                                                         | 2015          | Berlin (13-14 octobre)              | Aleksandr Grichtchouk                                          | Russie                                                 | 15,5 / 21                         | Maxime Vachier-Lagrave (2e-3e)    | Vladimir Kramnik (2e-3e)                                           | 188       |
| 5                                                         | 2016          | Doha (29-30 décembre)               | Sergueï Kariakine (système de départage : Elo des adversaires) | Russie                                                 | 16,5 / 21                         | Magnus Carlsen (ex æquo)          | Daniil Doubov (3e) Hikaru Nakamura (4e) Aleksandr Grichtchouk (5e) | 108       |
| 6                                                         | 2017          | Riyad (29-30 décembre)              | Magnus Carlsen                                                 | Norvège                                                | 16 / 21                           | Sergueï Kariakine (2e-3e)         | Viswanathan Anand (2e-3e)                                          | 138       |
| 7                                                         | 2018          | Saint-Pétersbourg (29-30 décembre)  | Magnus Carlsen                                                 | Norvège                                                | 17 / 21                           | Jan-Krzysztof Duda                | Hikaru Nakamura                                                    |           |
| 8                                                         | 2019          | Moscou (29-30 décembre)             | Magnus Carlsen (après mini-match de départage)                 | Norvège                                                | 16,5 / 21                         | Hikaru Nakamura (ex æquo)         | Vladimir Kramnik                                                   | 206       |
| Édition 2020 non tenue à cause de la pandémie de COVID-19 |               |                                     |                                                                |                                                        |                                   |                                   |                                                                    |           |
| 9                                                         | 2021          | Varsovie (29-30 décembre)           | Maxime Vachier-Lagrave (après mini-match de départage)         | France                                                 | 15 / 21                           | Jan-Krzysztof Duda (ex æquo)      | Alireza Firouzja (1er-3e)                                          | 179       |
| 10                                                        | 2022          | Almaty (29-30 décembre)             | Magnus Carlsen                                                 | Norvège                                                | 16 / 21                           | Hikaru Nakamura (2e-3e)           | Haïk Martirossian (2e-3e)                                          | 176       |
| 11                                                        | 2023          | Samarcande (29-30 décembre)         | Magnus Carlsen                                                 | Norvège                                                | 16 / 21                           | Daniil Doubov                     | Vladislav Artemiev                                                 | 206       |
| 12                                                        | 2024          | New York (30-31 décembre)           | Magnus Carlsen ( Norvège) et Ian Nepomniachtchi (FIDE)         | Magnus Carlsen ( Norvège) et Ian Nepomniachtchi (FIDE) | 3,5-3,5 en finale (titre partagé) | 3,5-3,5 en finale (titre partagé) | Jan-Krzysztof Duda Wesley So (demi-finalistes)                     |           |

## Championnat de blitz féminin

### 1992: Susan Polgar
En 1992, la Hongroise Susan Polgar remporta le championnat du monde devant sa sœur Judit Polgar et Alissa Galliamova, tournoi toutes rondes avec 27 joueuses.

### Depuis 2010
En 2012, la Russe Valentina Gounina est championne du monde à Batoumi en Géorgie avec 13 points sur 15 (après avoir mené 8 points sur 8) et une performance Elo de 2 804 et 2,5 points d'avance sur Natalia Joukova  et Anna Mouzytchouk.
| Année                                                     | Lieu et dates                      | Champion             | Fédération | Marque            | Deuxième              | Troisième(s)                             | Joueuses |
| --------------------------------------------------------- | ---------------------------------- | -------------------- | ---------- | ----------------- | --------------------- | ---------------------------------------- | -------- |
| 2010                                                      | Moscou (14-18 septembre)           | Kateryna Lagno       | Ukraine    | 20 / 30           | Tatiana Kosintseva    | Valentina Gounina                        | 16       |
| 2012                                                      | Batoumi (4-5 juin)                 | Valentina Gounina    | Russie     | 13 / 15           | Natalia Joukova       | Anna Mouzytchouk                         | 50       |
| 2014                                                      | Khanty-Mansiïsk (19-20 juin)       | Anna Mouzytchouk     | Ukraine    | 20 / 30           | Nana Dzagnidzé        | Tatiana Kosintseva                       |          |
| 2016                                                      | Doha (29-30 décembre)              | Anna Mouzytchouk     | Ukraine    | 9,5 / 12          | Valentina Gounina     | Kateryna Lagno                           |          |
| 2017                                                      | Riyad (29-30 décembre)             | Nana Dzagnidzé       | Géorgie    | 16,5 / 21         | Valentina Gounina     | Ju Wenjun                                |          |
| 2018                                                      | Saint-Pétersbourg (29-30 décembre) | Kateryna Lagno       | Russie     | 13,5 / 17         | Sarah Khademalsharieh | Lei Tingjie                              | 125      |
| 2019                                                      | Moscou (29-30 décembre)            | Kateryna Lagno       | Russie     | 13 / 17           | Anna Mouzytchouk      | Tan Zhongyi (3e) Valentina Gounina       | 122      |
| Édition 2020 non tenue à cause de la pandémie de COVID-19 |                                    |                      |            |                   |                       |                                          |          |
| 2021                                                      | Varsovie (29-30 décembre)          | Bibisara Assaubayeva | Kazakhstan | 14 / 17           | Alexandra Kosteniouk  | Valentina Gounina (3e) Polina Chouvalova | 105      |
| 2022                                                      | Almaty (29-30 décembre)            | Bibisara Assaubayeva | Kazakhstan | 13 / 17           | Humpy Koneru          | Polina Chouvalova (3e) Tan Zhongyi       | 99       |
| 2023                                                      | Samarcande (29-30 décembre)        | Valentina Gounina    | FIDE       | 14 / 17           | Alexandra Kosteniouk  | Zhu Jiner                                | 118      |
| 2024                                                      | New York (30-31 décembre)          | Ju Wenjun            | Chine      | 3,5-2,5 en finale | Lei Tingjie           | Kateryna Lagno Vaishali R                |          |